# All's Well, Ends Well 2011
Pour plus de détails, voir Fiche technique et Distribution.
All's Well, Ends Well 2011 (最強囍事, Ji keung hei si 2011) est une comédie hongkongaise réalisée par Chan Hing-ka et Janet Chun et sortie en 2011 à Hong Kong.
Sixième volet de la série des All's Well, Ends Well après All's Well, Ends Well 2010, sa suite, All's Well, Ends Well 2012, sort l'année suivante.

## Synopsis
L'artiste du maquillage Sammy (Louis Koo) est embauché par Dream (Yan Ni (en)) comme directeur d'une entreprise de cosmétiques dont Claire (Cecilia Cheung) est la seule collègue prête à l'aider. Sammy invite Arnold (Donnie Yen), un autre artiste maquilleur, à le rejoindre. Bien qu'Arnold puisse sembler être un coureur de jupons, il est toujours amoureux de son premier amour Mona (Carina Lau), une écrivaine frustrée. Un incident mineur dans le nouveau produit lie d'amitié Sammy, Arnold et le milliardaire Syd (Chapman To). Celui-ci rencontre Claire et cherche à la séduire. Ayant grandi dans une famille pauvre, elle saisit cette occasion en or de mener une vie prospère et demande l'aide de Sammy pour réaliser son rêve, sans se rendre compte qu'elle est tombée amoureuse de Sammy.

## Fiche technique
- Titre original : 最強囍事
- Titre international : All's Well, Ends Well 2011
- Réalisation : Chan Hing-ka et Janet Chun
- Scénario : Edmond Wong et Chan Hing-ka
- Photographie : Wong Wing-hang
- Montage : Cheung Ka-fai et Man To-tang
- Musique : Andy Cheung et Chiu Tsang-hei
- Production : Raymond Wong
- Société de production : Pegasus Motion Pictures et Icon Pictures
- Société de distribution : Pegasus Motion Pictures Distribution
- Pays d'origine :  Hong Kong
- Langue originale : cantonais
- Format : couleur
- Genre : comédie
- Durée : 118 minutes
- Dates de sortie :
  - Hong Kong : 2 février 2011
  - Singapour : 3 février 2011

## Distribution
- Donnie Yen : Arnold Cheng
- Louis Koo : Sammy Shum
- Carina Lau : Mona Tai
- Raymond Wong : Clerk Chan
- Cecilia Cheung : Claire Kan
- Chapman To : Syd Liu
- Lynn Hung : Victoria Lee
- Yan Ni (en) : Dream